# Ponudba
Ponudba je pri nespremenjenih drugih tržnih dejavnikih razmerje med tržno ceno produkta in trenutno količino produkta, ki so jo proizvajalci pripravljeni proizvesti in prodati. Delimo jo na individualno ponudbo in tržno ponudbo. Tržna ponudba je seštevek individualnih ponudb vseh ponudnikov na trgu določenega blaga. Individualna ponudba je količina, ki jo je posamezni ponudnik pripravljen prodati pri različnih cenah.